# János Hunfalvy

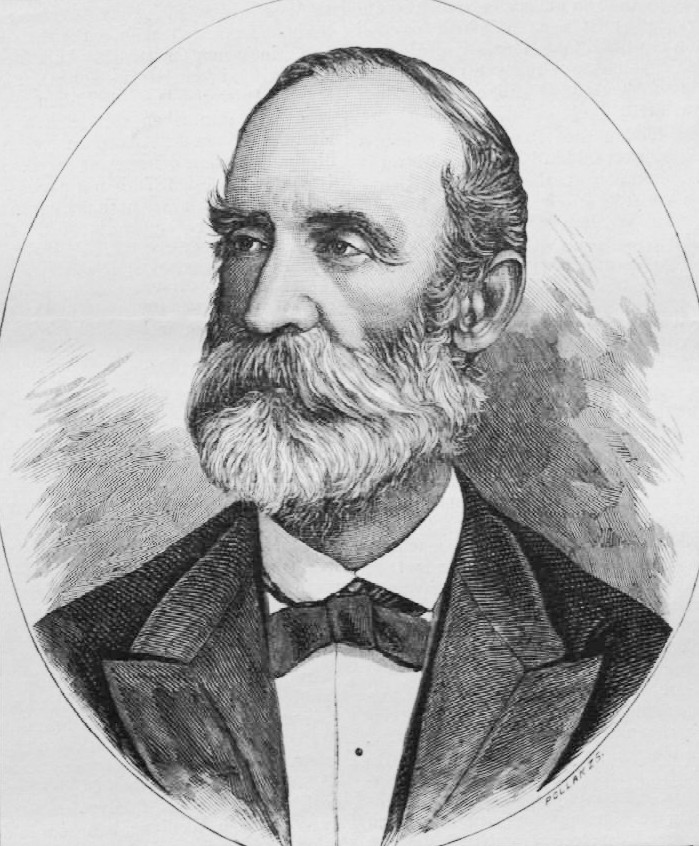
János Hunfalvy.

János Hunfalvy, född 21 januari 1820 i Nagyszalók, död 6 december 1888 i Budapest, var en ungersk geograf. Han var bror till Pál Hunfalvy.
Hunfalvy blev 1870 professor i geografi vid Budapests universitet. Hans huvudarbeten är en på ungerska författad beskrivning över det ungerska rikets fysikaliska förhållanden (1863–66) och en till fem band beräknad allmän geografi, varav han själv utgav de båda första banden (Sydeuropa samt Ungern och dess biländer, 1884–1886).